# ギンザの恋
『ギンザの恋』（ギンザのこい）は、2002年1月7日から同年2月18日まで、日本テレビ系列で毎週月曜22:00 - 22:54（JST）に放送されたよみうりテレビ制作のテレビドラマである。多摩スタジオ（東京都八王子市堀之内）で撮影された最後の作品でもある。
当初は全10回の予定だったが、平均視聴率は5.0%、最高視聴率は初回の8.0%と大きく低迷し、全7回へと短縮された。第6話目収録直前に短縮が決定したため、第6話目の最後に次回最終回と彫られた「モノリス (2001年宇宙の旅)」のようなものが落ちる唐突な演出がなされた。また、短縮によって第6話からレギュラー出演予定であった平山綾（現・平山あや）は、急遽出演取りやめとなった。
本番組終了後のつなぎ番組には、後に月曜21時台に移動した『キスだけじゃイヤッ!』の特番などが放送された。

## キャスト
- 松田一太：トータス松本
- 笹加子：須藤理彩
- 牧野令子：戸田菜穂
- 北上由似：中澤裕子
- 石田純：石井正則
- 田口陽介：関口知宏
- 登竜門衛：北村総一朗
- 浅井充昭：ふかわりょう
- 本波佐助：金田明夫
- 坂井コウジ：清水綋治
- 浅井ケン：西田健
- 中山節子：岡本麗
- 松田キン子：中村玉緒
- 中村力也：ユースケ・サンタマリア（友情出演）
- 三宅裕司（第6話、特別友情出演）

## スタッフ
- 脚本：九条仁里、橋本佳千、秦建日子、福田雄一
- 演出：羽住英一郎（ROBOT）、高橋章良（Chapter）
- プロデューサー：堀口良則、中村元信（よみうりテレビ）、伊藤正昭（ホリプロ）
- チーフプロデューサー：南中祐介（よみうりテレビ）
- 制作協力：ホリプロ
- 制作：よみうりテレビ

## 主題歌
- オープニングテーマ「二人だけのデート」
  - 歌：ベイ・シティ・ローラーズ
- エンディングテーマ「笑えれば」
  - 歌：ウルフルズ、作詞・作曲：トータス松本、編曲：ウルフルズ、伊藤銀次）

## サブタイトル
| 各話                                                      | 放送日  | サブタイトル                         | 演出 | 視聴率 |
| --------------------------------------------------------- | ------- | ------------------------------------ | ---- | ------ |
| 第1話                                                     | 1月7日  | 不思議な気持ち                       |      | 8.0%   |
| 第2話                                                     | 1月14日 | 恋をちょっぴり                       |      | 4.6%   |
| 第3話                                                     | 1月21日 | さよならベイビー                     |      | 4.3%   |
| 第4話                                                     | 1月28日 | ラヴ・ミー・ライク・アイ・ラヴ・ユー |      | 4.6%   |
| 第5話                                                     | 2月4日  | LOVE IS...                           |      | 4.1%   |
| 第6話                                                     | 2月11日 | 明日に恋しよう                       |      | 4.7%   |
| 最終話                                                    | 2月18日 | 青春に捧げるメロディー               |      | 4.9%   |
| 平均視聴率 5.0%（視聴率は関東地区・ビデオリサーチ社調べ） |         |                                      |      |        |

## 備考
- 打ち切りを5話目収録時に知らされたトータス松本は非常にショックを受け、「もうドラマには出ない」とコメントした。ただし、この作品以後も俳優としてドラマには出演している。
- 銀座のお店紹介（電話番号や地図など）、視聴者からのお便り紹介を作中で行った特異な作品である。
- 主題歌を筆頭に洋楽を数多く使用しており、その版権問題から再放送やソフト化、サウンドトラックは現在まで発売されていない。
- 本作をもって、ライオンが筆頭スポンサーを降板した。